# Greg Bretz
Greg Bretz (ur. 19 grudnia 1990 w Anaheim) – amerykański snowboardzista. Zajął 12. miejsce w half-pipe’ie na igrzyskach w Vancouver. Nie startował na mistrzostwach świata. Najlepsze wyniki w Pucharze Świata osiągnął w sezonie 2013/2014, kiedy to zajął 7. miejsce w klasyfikacji generalnej (AFU), a w klasyfikacji halfpipe’a był 4.

## Sukcesy

### Igrzyska olimpijskie
| Miejsce | Dzień     | Rok  | Miejscowość | Konkurencja | Zwycięzca           |
| ------- | --------- | ---- | ----------- | ----------- | ------------------- |
| 12.     | 17 lutego | 2010 | Vancouver   | Halfpipe    | Shaun White         |
| 12.     | 11 lutego | 2014 | Soczi       | Halfpipe    | Iouri Podladtchikov |

### Puchar Świata

#### Miejsca w klasyfikacji generalnej
- 2007/2008 – 25.
- 2008/2009 – 93.
- 2009/2010 – 314.
  - AFU[2]
- 2012/2013 – 21.
- 2013/2014 – 7.
- 2014/2015 – 17.

#### Zwycięstwa w zawodach
1. Stoneham – 9 marca 2008 (Halfpipe)

#### Miejsca na podium
1. Sungwoo – 16 lutego 2008 (Halfpipe) – 2. miejsce
2. Gujō – 23 lutego 2008 (Halfpipe) – 3. miejsce
3. Copper Mountain – 21 grudnia 2013 (Halfpipe) – 2. miejsce